# Уотерхаус (остров, Тасмания)
Уотерхаус (англ. Waterhouse Island) — остров у северо-восточного побережья острова Тасмания (Австралия), входит в состав штата Тасмания. Площадь острова 2,87 км².

## География

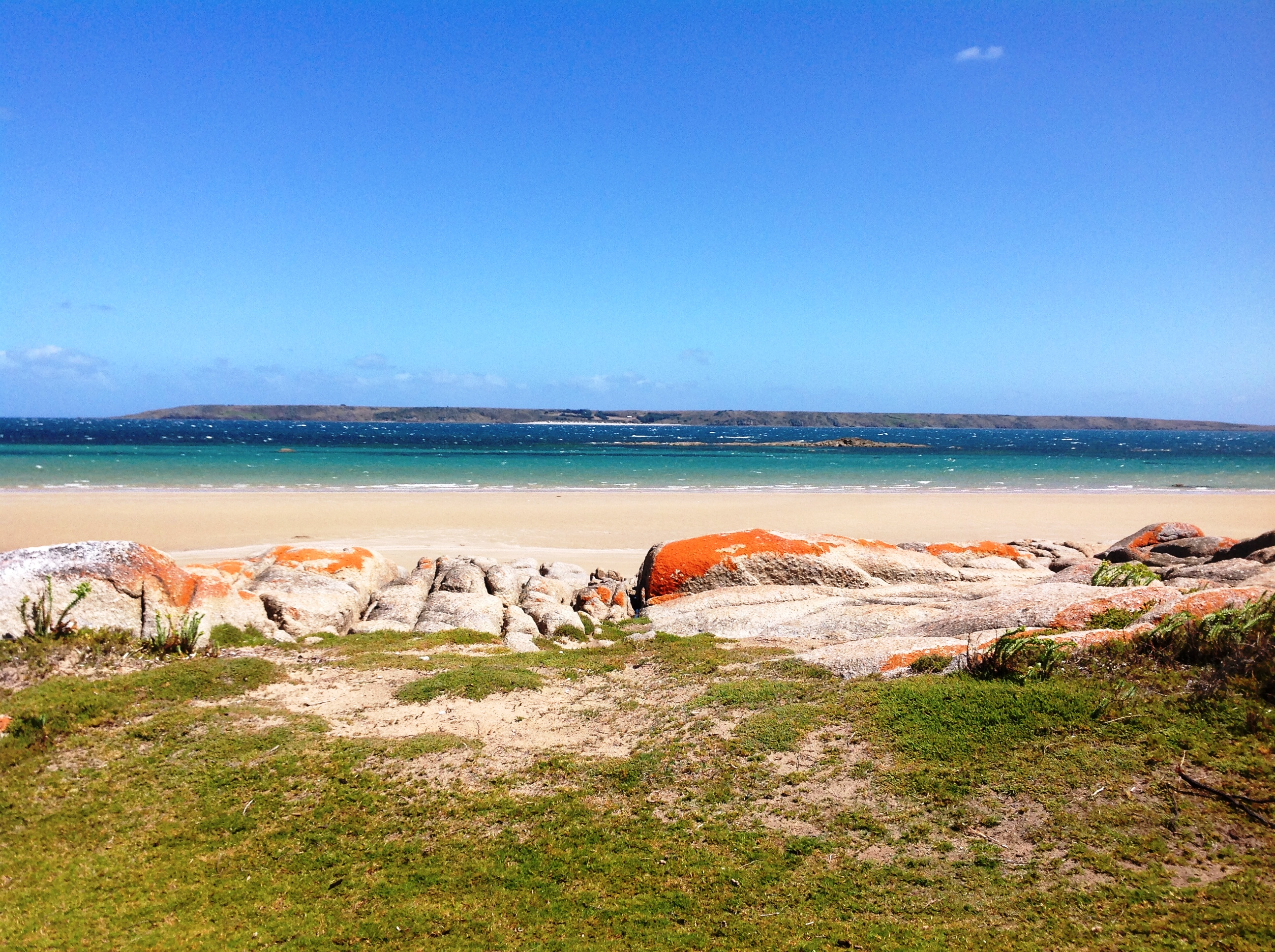
Вид на остров Уотерхаус с пляжа Уотерхаус

Остров Уотерхаус находится примерно в 3 км от ближайшей точки побережья острова Тасмания, от которого его отделяет пролив Уотерхаус (Waterhouse Passage). В проливе, примерно в 1 км от юго-западной оконечности острова Уотерхаус и в 2 км от побережья Тасмании, находится небольшой остров Литл-Уотерхаус (Little Waterhouse Island). Расстояние от острова Уотерхаус до населённого пункта Бридпорт, расположенного на побережье Тасмании в юго-западном направлении от острова, составляет около 30 км.
Остров Уотерхаус принадлежит к так называемой «группе островов Уотерхаус» (Waterhouse Island Group), к которой, помимо него и острова Литл-Уотерхаус, также причисляют острова Суон (Swan Island), Литл-Суон (Little Swan Island), Сигнет (Cygnet Island), Фостер (Foster Islands), Сент-Хеленс (St Helens Island), Паддис (Paddys Island), Маклин (Maclean Island), Бейнс (Baynes Island) и другие.
Высшая точка острова Уотерхаус находится на высоте около 44 м над уровнем моря, протяжённость острова (с юго-запада на северо-восток) — около 4,3 км. Площадь острова составляет 710 акров (2,87 км²).

## История
Остров был назван в честь Генри Уотерхауса, коммандера корабля Reliance, исследовавшего побережье Австралии в 1790-х годах. В 1802 году мимо острова проплывала экспедиция французского мореплавателя Николя-Тома Бодена. Введённый в заблуждение названием острова, Боден надеялся пополнить там запасы пресной воды, но это ему не удалось. В своём дневнике он записал: «Не похоже, что там можно было найти какую-либо воду, и я убеждён, что он [остров] мог был быть назван Water House только потому, что англичане высаживались там во время сильных дождей».
Остров Уотерхаус находится в частном владении. С начала 1970-х годов островом владели несколько семей, используя его в качестве места для отдыха, а в 2016 году он был продан сингапурскому бизнесмену за пять с половиной миллионов австралийских долларов. На острове есть несколько домов, причал, маяк, а также взлётно-посадочная полоса 07/25 длиной 396 м.